# Hladilno sredstvo
Hladilna sredstva (hladilne tekočine) so snovi, običajno v tekočem ali plinastem agregatnem stanju, uporabljajo pa se za zniževanje ali uravnavanje temperature sistemov.
Idealna hladilna tekočina mora imeti visoko toplotno zmogljivost, nizko viskoznost, biti mora poceni, nestrupena, kemično inertna in ne sme povzročevati oz. spodbujati korozije. Trenutno še ne poznamo idealnega hladiva, ki bi imel vse te lastnosti.
Izraz hladilna tekočina se običajno uporablja v avtomobilski industriji, hlajenju, ogrevanju in ventilaciji. Medtem ko se v industrijski predelavi pojavi izraz tekočina za prenos toplote, ki se jo uporablja za visoko in nizkotemperaturne proizvodne aplikacije. Izraz pa zajema tudi rezalne tekočine, ki se uporabljajo v obdelovalni industriji.

## Plinska hladilna sredstva
Najpogostejša plinska hladilna sredstva:
- zrak
- vodik
- helij
- ogljikov dioksid
- žveplov heksaflorid
- para

Eno izmed bolj popularnih hladilnih sredstev je zrak. Za hlajenje z zrakom se uporablja konvektni zračni tok (pasivno hlajenje) ali prisilno kroženje katerega ustvarimo z uporabo ventilatorjev.
Poleg zraka pa se kot visoko zmogljivo plinsko hladilno sredstvo uporablja vodik. Poseben je zato, ker je njegova toplotna prevodnost najvišja med plini, ima visoko specifično toplotno kapaciteto, hkrati pa tudi nizko gostoto, kar predstavlja nizko viskoznost. Vse to je prednost za rotacijske stroje, ki so občutljivi na zračne izgube. Turbogeneratorji hlajeni z vodikom, so trenutno najpogostejši električni generatorji v velikih elektrarnah.
Intertni plini se uporabljajo kot hladilna sredstva v plinsko hlajenih jedrskih reaktorji. Helij ima nizko težnjo, da absorbira nevtrone in postane radioaktiven. Ogljikov dioksid pa se najpogosteje uporablja v reaktorjih Magnox in AGR.
Žveplov heksaflorid (SF6) se uporablja v električni industriji kot plinasto dielektrični medij za visoko napetostne (35 kV in več) odklopnike za stikalno in drugo električno opremo, ki pogosto zamenjujejo oljno napolnjene odklopnike (OCB), ki lahko vsebujejo škodljive PCB. Pod pritiskom pa se uporablja kot izolator pri plinsko izoliranih stikalih (GIS), ker ima veliko višjo dielektrično trdnost kot zrak ali suhi dušik.
Para, pa se največkrat uporablja tam, kjer je potrebna visoka specifična toplotna zmogljivost v plinasti obliki. Upoštevati pa se morajo korozivne lastnosti vode.

## Dvofazna hladilna sredstva
Nekatera hladilna sredstva se lahko v istem procesnem krogu uporabljajo tako v plinastem, kot v tekočem agregatnem stanju, pri čemer se izkorišča visoka specifična latentna toplota vrelišča/kondenzacije fazne spremembe, entalpija izhlapevanja, poleg toplotne zmogljivosti tekočine brez fazne spremembe.
Hladiva, ki spadajo pod dvofazna hladilna sredstva, so sredstva ki nastopajo v hladilnih ciklih in klimah. Uporabljajo za doseganje nizkih temperatur s fazno spremembo med tekočino in plinom. 

## Hladiva
Hladiva so delovne snovi oz. medij v hladilnih procesih. Njihova značilnost je fazni prehod iz tekočine v plin in obratno. So močno regulirana zaradi njihove strupenosti in vnetljivosti, hkrati pa so vzrok tanjšanja ozonskega plašča.  
Trenutno so najbolj pogosti fluoroogljikovodiki, so zelo stabilni zaradi trdnosti vezi ogljik-fluor, ene najmočnejših v organski kemiji.  Njena moč je posledica elektronegativnosti fluora, ki daje delni ionski značaj z delnimi naboji na atomih ogljika in fluora, ki skrajšajo in okrepijo vez z ugodnimi kovalentnimi interakcijami. Fluoroogljiki so brezbarvni in imajo visoko gostoto, do dvakrat večjo od vode. Ne mešajo se z večino organskih topil (npr. etanolom, acetonom, etil acetatom in kloroformom), vendar se mešajo z nekaterimi ogljikovodiki (npr. heksanom v nekaterih primerih). Imajo zelo nizko topnost v vodi, hkrati pa tudi nizek lomni indeks.  

### Fizikalne in kemijske lastnosti hladiv
- Gostota hladiva naj bo čim večja
- Visoka gostota povzroči rast tlaka
- Zmrzišče mora biti zelo nizko, če ni lahko pride do blokad sistema, med uparjanjem
- Koeficient delovanja naj bo visok, da bodo cene obratovanja nizke
- Koeficient delovanja kateregakoli hladilnega sistema je omejen z Carnojevim koeficientom delovanja (Ogljikov dioksid ima zelo majhen k.d. zato ni primeren za hladivo)
- Možnost mešanja hladiv in olj
- Toplotna prevodnost naj bo čim višja (boljši izkoristek)
- Ne smejo biti električno prevodna
- Stisljivost hladiva mora biti zelo majhna, ker lahko drugače pride do uhajanja
- Vnetljivost naj bo čim nižja
- Hladivo mora biti kemično stabilno pri delovnih temperaturah
- Ne sme biti strupeno

Hladiva naj omogočajo čim višje hladilno število (razmerje hladilne toplote in porabljenega dela). Potrebno je, da je masni tok hladiva za dano moč čim manjši. 
Velik faktor dobrega hladiva pa sta tudi razpoložjivsot in cena. 
V naslednji tabeli so našteta dandanes najbolj uporabljena hladiva:
| Koda poimenovanja | Kemijska sestava | Ime                                    | Potencial globalnega segrevanja (20 let) | Potencial globalnega segrevanja (100 let) | Status          | Opis |
| ----------------- | ---------------- | -------------------------------------- | ---------------------------------------- | ----------------------------------------- | --------------- | --- |
| R-32 HFC-32       | CH2F2            | Difluorometan                          | 2430                                     | 677                                       | Pogosta uporaba | Podnebju prijazen nadomestek za R-134a in R-410a, vendar ima še vedno velik vlipv na podnebje. Ima odličen prenos toplote in padec tlaka (pri kondenzaciji in izhlapevanju). Uporablja se v klimatskih napravah in toplotnih črpalkah. |
| R-134a HFC-134a   | CH2FCF3          | 1,1,1,2 - Tetrafluoroetan              | 3790                                     | 1550                                      | Široka uporaba  | Največkrat uporabljen leta 2020 za vodne toplotne črpalke, kljub visokem PGL (Potencial globalnega segrevanja) |
| R-410a            |                  | 50% R-32 / 50% R-125 (pentafluoroetan) | Med 2430 (R-32) in 6350 (R-125)          | >677                                      | Široka uporaba  | Največkrat uporabljen v toplotnih črpalkah in klimah do leta 2018. |

## Tekočinska hladilna sredstva
Najpogostejša tekočinska hladilna sredstva:
- Voda

- Hladilna tekočina za rezanje

- Olje

Najpogosteje uporabljeno hladilno sredstvo pa je seveda voda. Zaradi visoke zmogljivosti in nizke cene je odličen medij za prenos toplote. Običajno v vodo mešamo dodatke, kot so zaviralci korozije in antifriz, ki ga točimo v stroje za preprečevanje zmrzovanja ali, ko moramo vodi dvigniti vrelišče. Antifrizu podobno sredstvo pa je Betain, ki je narejen iz čistega rastlinskega olja in zato ni strupen. Poznamo še posebne vrste vodnega hlajenja:
1. Zelo čista deionizirana voda, ki se zaradi svoje relativno nizke električne prevodnosti uporablja predvsem za hlajenje električnih naprav, pogostno visokozmogljivih oddajnikov in vakumskih cevi.
2. Težka voda, ki je moderator nevtronov in se uporablja v nekaterih jedrskih reaktorjih, poleg tega pa deluje tudi kot hladilno sredstvo.

Tekočina za rezanje, je vrsta hladilne tekočine in maziva zasnovana posebej za postopke obdelave kovin, kot je npr. strojna obdelava. Obstajajo različne vrste rezalnih tekočin, ki vključujejo olja, oljno - vodne emulzije, paste, gele, aerosole ter zrak ali druge pline. Tekočine za rezanje so narejene iz naftnih destilatov, živalskih maščob, rastlinskih olj, vode, zraka in drugih surovin.
Olja, se pogosto uporabljajo v primerih, kjer voda ni primerna. Glavna prednost olja pred vodo je njegovo visoko vrelišče, hkrati pa ne uvede visokih tlakov znotraj posode. Številna olja imajo uporabe, ki vključujejo prenos toplote, mazanje, prenos tlaka (hidravlika), včasih pa lahko delujejo tudi kot gorivo. Najpogostejša olja so:
- Mineralna olja
- Olja polifenil eter
- Silikonska olja
- Izolacijska olja

## Trdna hladilna sredstva
Redko pa se za hlajenje uporabijo tudi trdna hladilna sredstva. Materiali zahtevajo visoko energijo za izhlapevanje, energijo, ki jo uparjeni plini nato odnesejo. Ta pristop je običajen pri vesoljskih poletih, za ablativne atmosferske povratne ščite in za hlajenje šob raketnih motorjev. Enak pristop se uporablja tudi pri požarni zaščiti konstrukcij, kjer se nanese ablativni premaz. 
Hkrati pa se kot trdna hladilna sredstva uporabljata suhi in vodni led, s tem da sta v neposrednem stiku s hlajeno strukturo. 